# Gotico a Monza

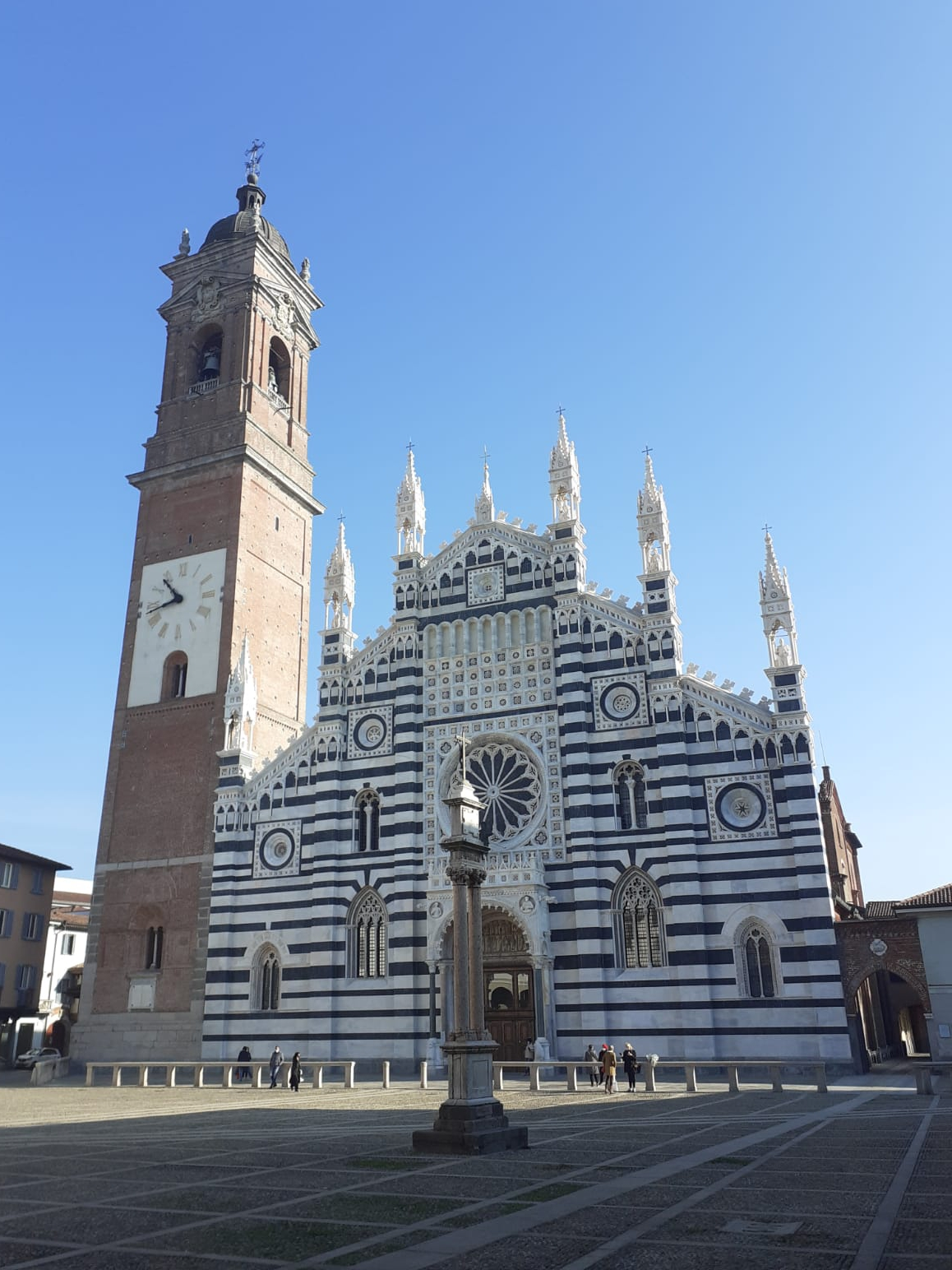
Facciata del duomo di Monza

Per gotico a Monza si intende l'esperienza artistica cittadina tra la fine del XIII secolo e la prima metà del XV secolo. In questo periodo la città, che risentiva ancora dell'importanza data dall'esser stata capitale del regno longobardo, fu soggetta ad importanti opere da parte dei Visconti, signori di Milano, volte ad affermare il loro potere sulla città di Monza e a suggerire una loro continuità col regno della regina Teodolinda. Passata quindi questa prima fase di splendore artistico, la città di Monza perse nel tempo importanza per lasciare spazio alla capitale del ducato.

## Edifici religiosi

### Duomo
L'opera del periodo gotico monzese di maggiore importanza è sicuramente il duomo di Monza, costruito a partire dai primi anni del '300 al posto della chiesa di San Giovanni Battista, cappella privata della famiglia reale sotto il regno longobardo, la cui costruzione fu promossa all'epoca dalla regina Teodolinda. La riedificazione della chiesa, decisa dal capitolo cittadino e dal Comune, fu fortemente voluta dalla famiglia Visconti, da poco signori di Milano, interessati ad affermare il proprio potere su quello che era il maggiore centro del contado milanese e a suggerire una continuità tra il suo dominio e quello longobardo.

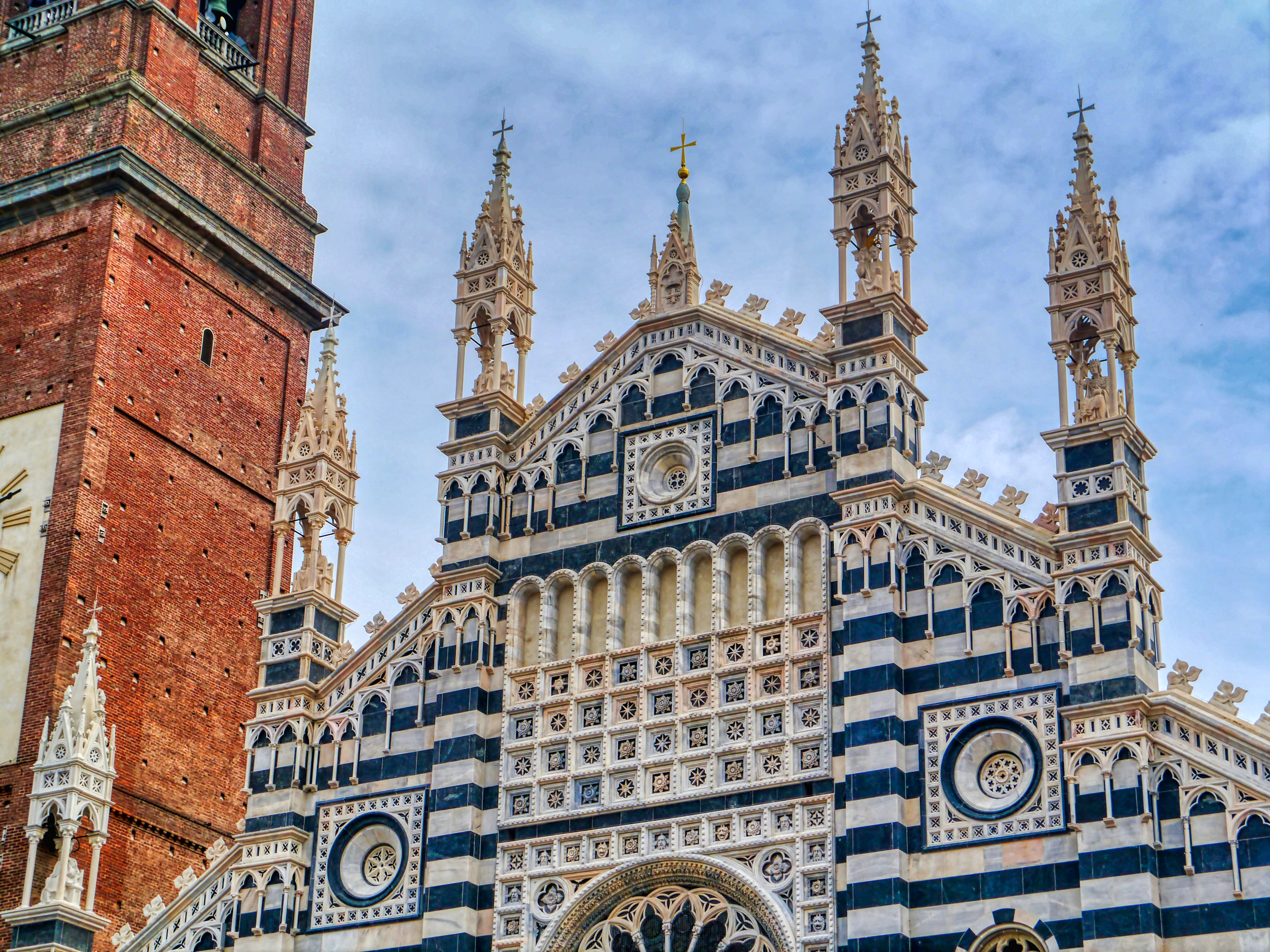
Particolare della facciata

La facciata a salienti, eseguita su progetto di Matteo da Campione, tra i maggiori maestri campionesi, fu ripresa per le proporzioni probabilmente dalla Chiesa di Santa Maria del Carmine di Milano, ed è divisa in cinque partiture verticali che corrispondono all'andamento delle navate interne. Il paramento bicromo, inizialmente realizzato in marmi bianchi e neri disposti in maniera alternata, fu poi sostituito con marmi bianchi e verdi durante i restauri ottocenteschi. L'unico punto di accesso alla chiesa è dato dal portale della navata centrale, preceduto da un protiro con arco a tutto sesto, con la lunetta decorata con statue che raffigurano vari santi oltre alla regina Teodolinda, posta su uno zoccolo con statue romane risalenti al II secolo. Sopra il protiro è presente una copia della trecentesca statua di San Giovanni Battista, attualmente conservata nel Museo del Duomo, e un rosone inscritto in un quadrato composto da formelle decorate: sopra di esso vi è un'opera scultoria a scacchiera che riprende l'incorniciatura quadrata a formelle del rosone, soluzione probabilmente mutuata dai modelli toscani importati da Giovanni di Balduccio. La decorazione si conclude con delle edicole, con baldacchino a cuspide, poste in cima ai contrafforti che contengono statue di Santi.
Nell'interno, profondamente rielaborato in epoche successive, si trova tuttavia il pulpito realizzato da Matteo da Campione, poi modificato nel '700, di cui si conserva però le quattordici nicchie con Santi e il Cristo Giudice sul lettorino.
Tra la decorazione pittorica superstite del XIV secolo si possono citare gli affreschi della Passione di Cristo nella sacrestia vecchia, eseguiti da un pittore della cerchia dei cosiddetti Maestri di Chiaravalle, pittori lombardi dalle marcate influenze giottesche. Successivo è invece il ciclo di affreschi delle Storie della Vergine e della Passione di Cristo risalenti all'inizio del XV secolo: in origine nella cappella del Rosario, furono asportati nell'Ottocento e sistemati nella sagrestia. Il ciclo, attribuito a Michelino da Besozzo, deve la sua realizzazione ad una commissione diretta del duca Filippo Maria Visconti, come testimoniato dalle ricche decorazioni floreali con fondo in oro.

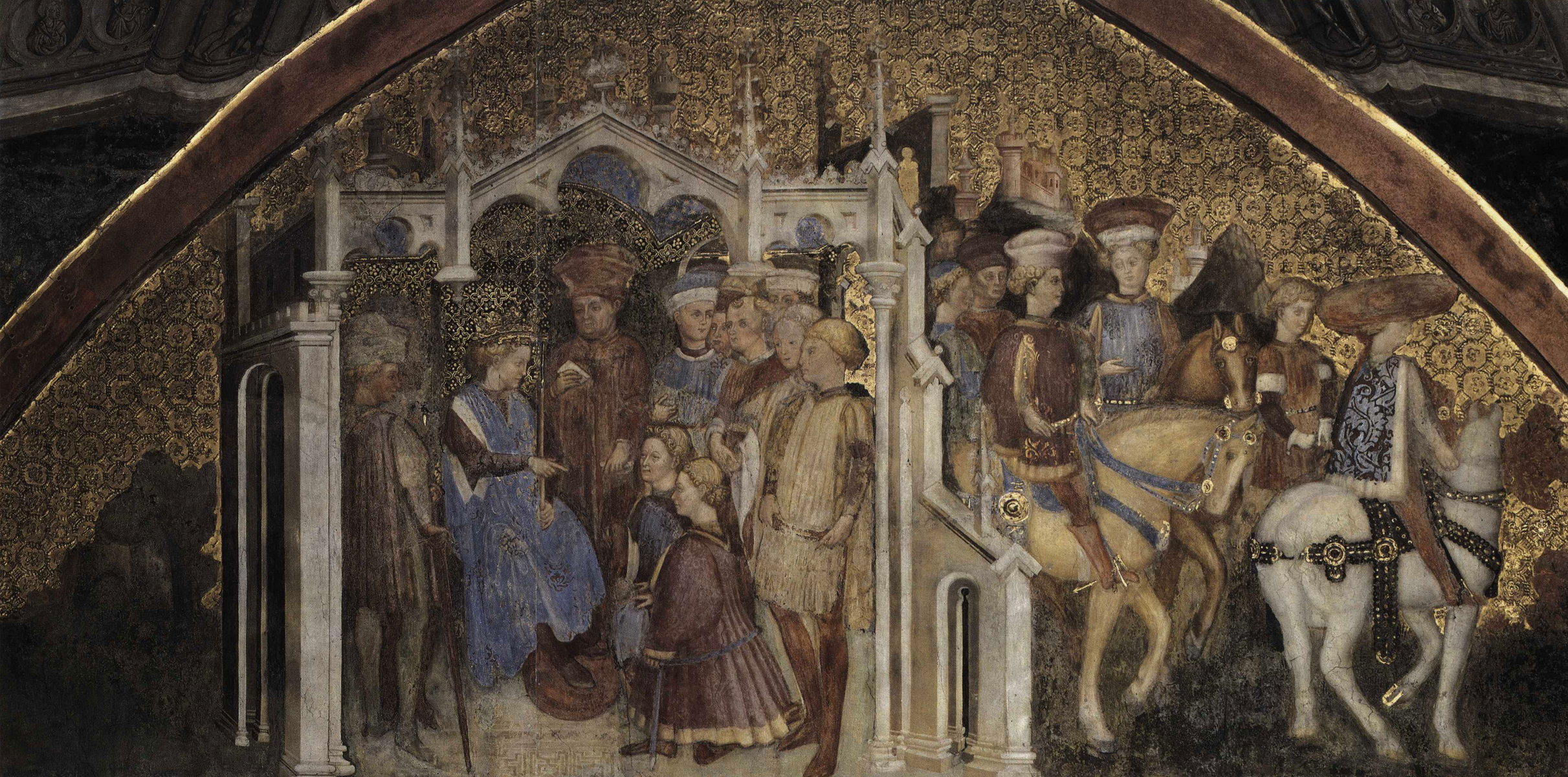
Affreschi della cappella di Teodolinda

Menzione separata va fatta per il ciclo di affreschi della bottega degli Zavattari per la cappella di Teodolinda, tra i più importanti cicli pittorici del gotico italiano, eseguito nella prima metà del Quattrocento. La cappella comprende un ciclo di 45 episodi disposti, su cinque registri orizzontali, che narrano degli episodi di vita della regina Teodolinda tratti dalle opere di Bonincontro Morigia e di Paolo Diacono. Dalla prima alla ventunesima scena il ciclo narra del matrimonio della regina con Autari, il quarto registro la morte di quest'ultimo ed il secondo matrimonio con Agilulfo, per terminare con le ultime scene della spedizione in Italia di Costante II e la conseguente vittoria dei longobardi. L'opera complessivamente, benché eseguita da più mani, mostra un'esecuzione coordinata da una certa unità stilistica: in tutti gli affreschi la decorazione del fondo non viene eseguita rappresentando paesaggi naturali, bensì con decorazioni a pastiglia dorata ed inserzioni plastiche in corrispondenza degli elementi architettonici.

### Altre chiese

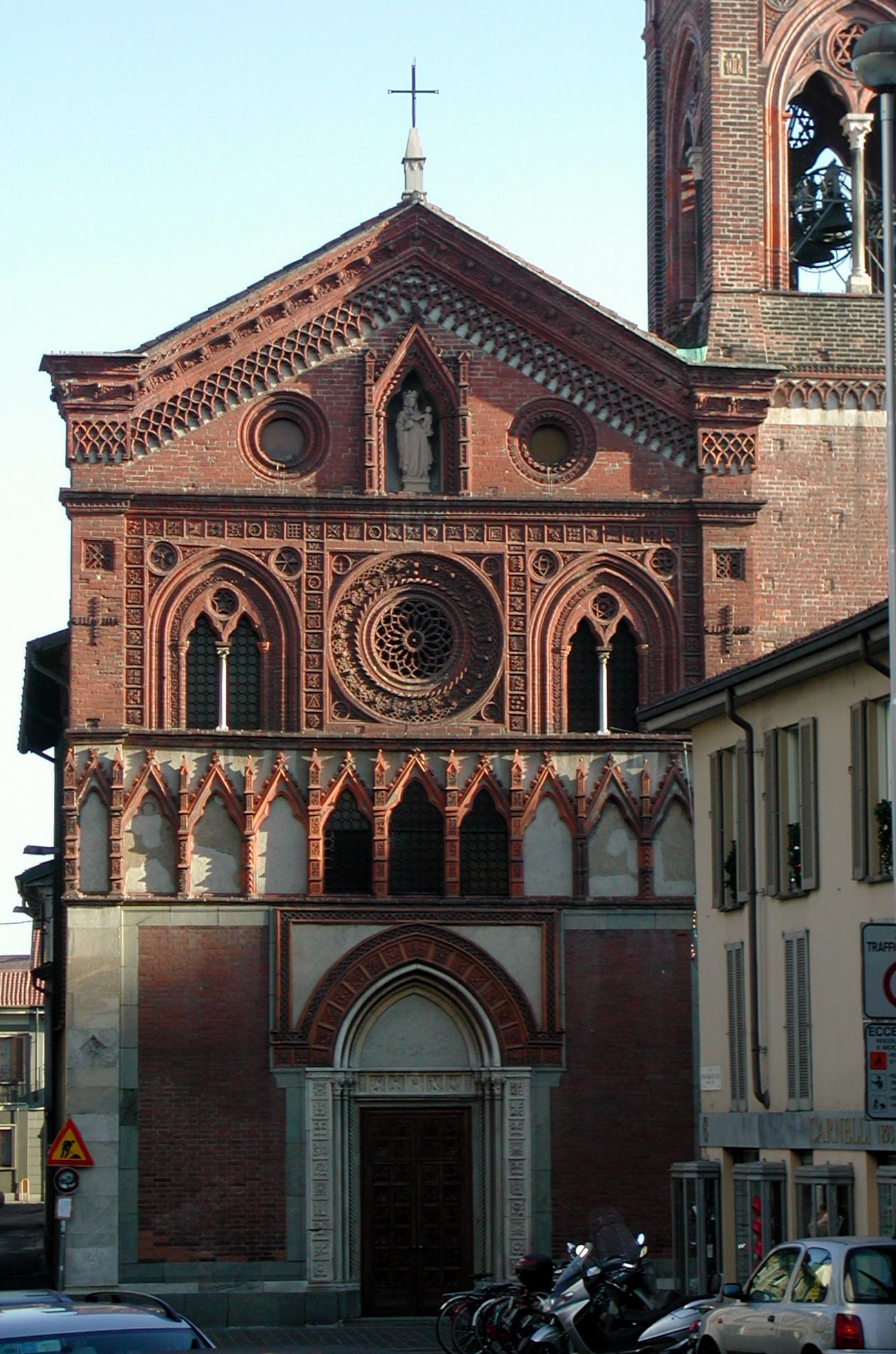
Chiesa di Santa Maria in Strada

Altra chiesa gotica di grande importanza è la chiesa di Santa Maria in Strada, costruita a partire dal 1348, celebre per la sua ricca decorazione in cotto. La facciata si presenta a capanna delimitata da due contrafforti, scandita in quattro fasce orizzontali. Il piano terra, presenta un portale ad ogiva decorato in cotto, mentre il secondo piano presenta delle edicolette sempre in cotto con archi trilobati, motivo ripreso nelle bifore del piano superiore accanto al rosone: sia il rosone sia le bifore sono riquadrate in motivi decorativi a formelle in cotto riprese dalla decorazione della cattedrale cittadina. Nella sommità della facciata troviamo un'edicola che contiene una statua della Madonna col Bambino della scuola di Jacopino da Tradate.
Nella cella campanaria sono presenti dei resti di un affresco della Crocifisione che ricorda la maniera degli affreschi della controfacciata della chiesa di San Cristoforo sul Naviglio sul naviglio, che assieme a frammenti di un'Annunciazione, è stato datato a poco prima dell'inizio del Quattrocento.
Dall'architettura più semplice, derivata dal sobrio gotico cistercense, la chiesa di San Pietro Martire: la facciata a salienti si presenta in cotto, con una trifora come unica decorazione. Sulla fiancata destra si trova un ingresso alla chiesa un protiro con arco a tutto sesto con copertura a falde spioventi. L'interno presenta una pianta rettangolare ed è diviso in tre navate con pilastri cilindrici: decisamente alterato nell'aspetto da interventi successivi, presenta tracce di affreschi trecenteschi, come le Storie di San Pietro Martire, dallo stile simile al cosiddetto Maestro di Lentate, autore degli affreschi dell'Oratorio di Santo Stefano di Lentate sul Seveso, e soprattutto la pittura della Vergine annunciata con i santi Ambrogio e Domenico realizzato da un pittore della cerchia di Giovanni da Milano.

## Edifici civili e militari

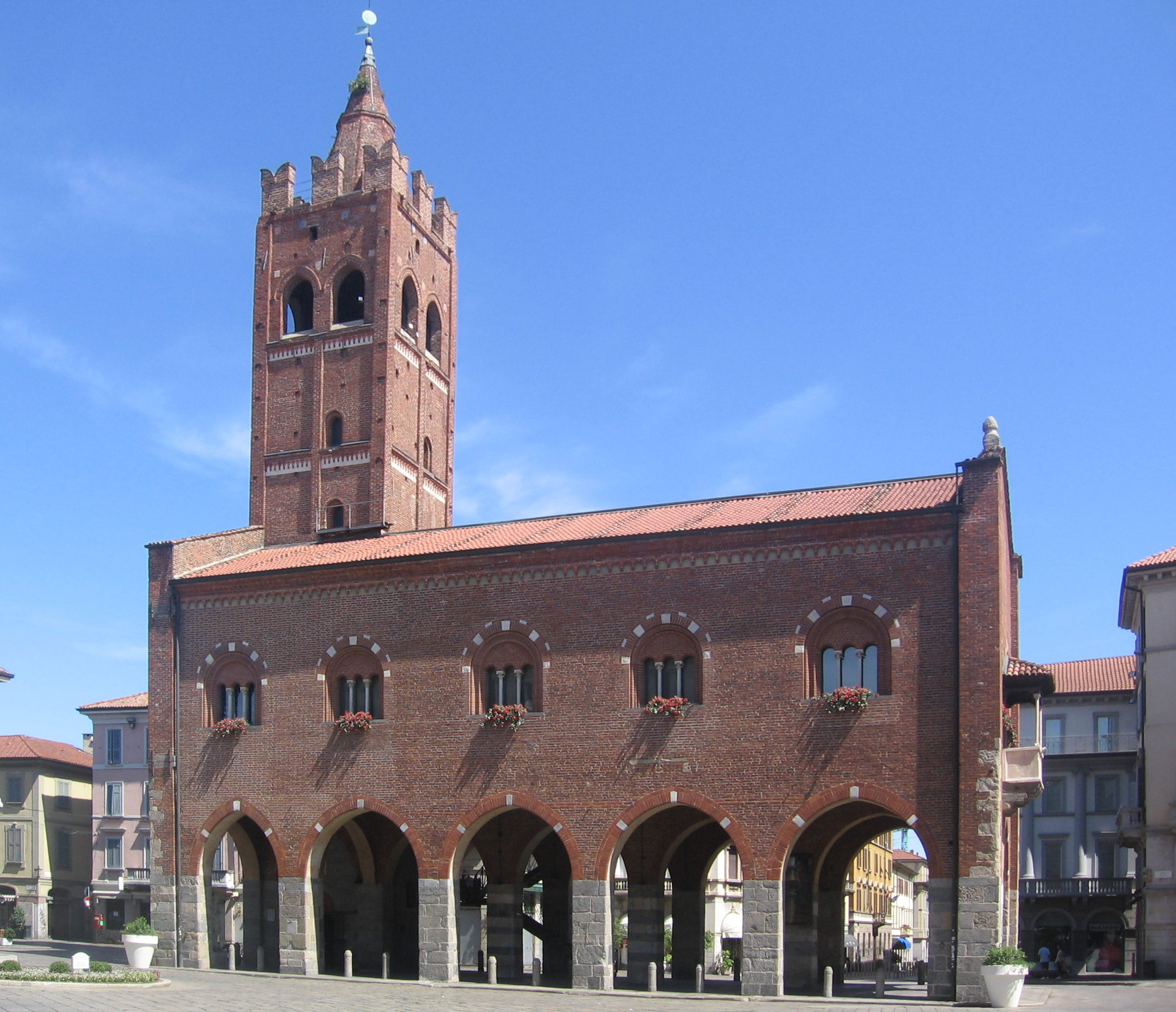
Arengario monzese

L'opera civile del periodo gotico monzese superstite è sicuramente l'arengario, costruito su modello del broletto nuovo di Milano, di cui segue l'impostazione longitudinale e il piano porticato inferiore con la grande sala capitolare al piano superiore. Il piano terreno si presenta porticato con archi a sesto acuto su tre lati con pilastri rettangolari e presenta una pianta rettangolare suddivisa in due navate longitudinali. Al piano superiore si trova la sala adibita un tempo alle riunioni pubbliche, illuminata da bifore e trifore con archi a tutto sesto in numero corrispondente alle campate al piano inferiore. Particolarità dell'arengario monzese è la torre campanaria che termina con merlatura ghibellina, costruita per sopperire alla mancanza di un'adeguata torre campanaria della cattedrale.
Nel XIV secolo le mura della città furono rinforzate: l'opera maggiore fu sicuramente la costruzione del castello Visconteo, che doveva assomigliare per architettura al castello di Trezzo d'Adda: dell'imponente sistema difensivo cittadino, restano oggi solo il ponte Nuovo, costruito in pietra su tre arcate, di cui una oggi interrata, e la torre Viscontea, eretta sui resti del castello utilizzandone alcuni elementi. Tra le antiche porte cittadine si può citare la torre di Teodolinda, usata come passaggio per riscuotere il dazio per le merci in entrata in città dal fiume Lambro, realizzata in cotto con monofore e bifore a sesto acuto e trifore.
Altra denominazione "falsa" (gli edifici costruiti in epoca gotica non possono avere alcuna relazione con la regina Teodolinda) è della "casa della regina Teodolinda", la casa dei Gualtieri: tra le poche dimore private del periodo gotico in città fu realizzata in cotto e serizzo entro cui emergono, nonostante i numerosi rimaneggiamenti, i profili delle originali monofore.